# Buhurt
Der Buhurt (mhd., teilweise auch Buhurd; altfranz. bouhourt oder buhurt, zu hurter „stoßen“; vgl. engl. to hurt; vielleicht auch von fränk. bihurdan „einzäunen“) oder gyrus war eine auf Geschicklichkeit angelegte mittelalterliche Turnierform. Die genaue Definition dieses ritterlichen Kampfspiels ist in der Fachwelt umstritten.
In den zeitgenössischen Schriftquellen werden sogar reale militärische Konfrontationen zwischen Reiterverbänden als Buhurte bezeichnet. Andere Quellen unterscheiden deutlich zwischen dem eher spielerischen Buhurt und dem (der) gefährlicheren Turnei.

## Buhurt, Turnei und Tjost

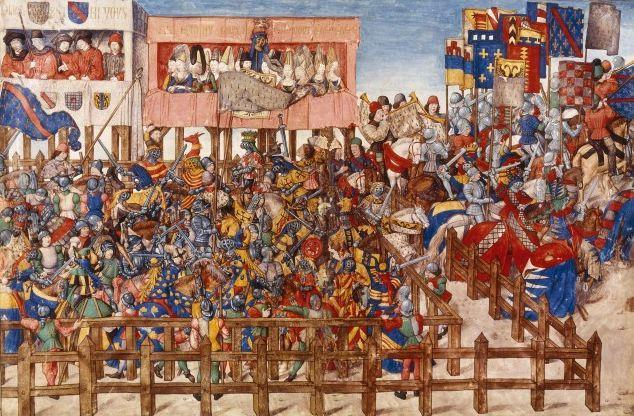
Gewirr beim Turnei (frühes 15. Jahrhundert)

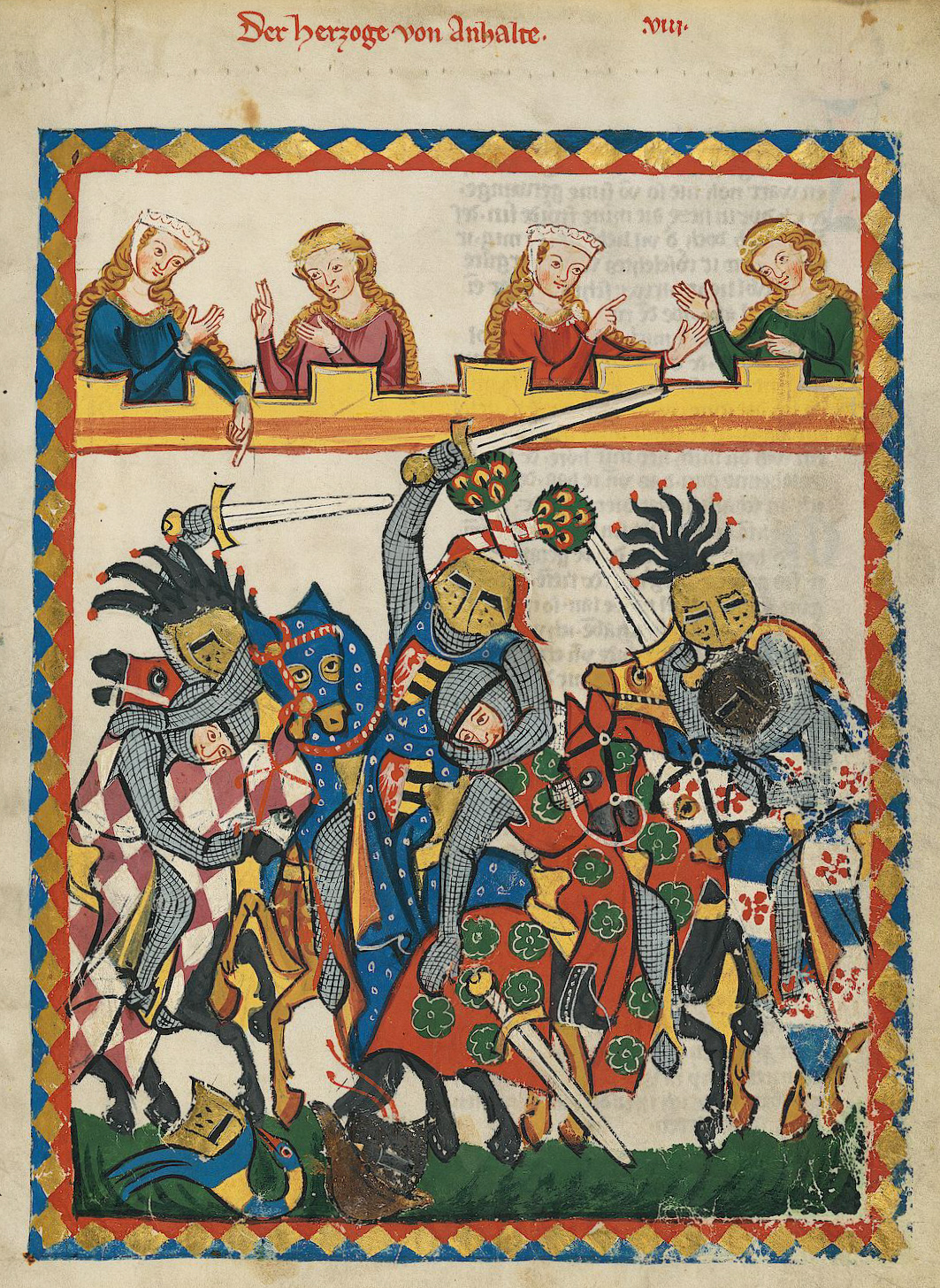
Darstellung eines Turneis im Codex Manesse (um 1300)

Die mittelalterliche Turnierkultur kannte drei Formen des Turniers: den eher friedlichen Buhurt, den Gruppenkampf mit scharfen oder stumpfen Waffen (Turnei) und den Einzelkampf mit der Lanze und dem Schwert (Tjost). Buhurte waren wahrscheinlich hauptsächlich im deutschen Kulturkreis verbreitet, jedenfalls stammen die meisten Belege dieser Kampfspiele aus dem Reichsgebiet.
Ursprünglich konnte der Buhurt durchaus mit scharfen Waffen ausgetragen worden sein. Obwohl zudem durchaus unterschiedliche Reiterspiele in den zeitgenössischen Schriftquellen als Buhurte benannt werden, wird doch oft deutlich zwischen Buhurt und Turnei unterschieden. Ez waere worden ein turnei, heten sie ihr harnasch gehabt. Allerdings lässt sich der Buhurt nicht immer eindeutig vom Turnei abgrenzen. Eine exakte Definition dieses mittelalterlichen Begriffes ist deshalb unmöglich.
Auch eigentlich spielerische Scheingefechte zwischen zwei größeren Gruppen ritterbürtiger Krieger konnten rasch in ernste Konflikte übergehen. Zahlreiche Ritter und Edelknechte verloren hier ihr Leben. Bereits kurz nach dem Beginn des Turnierwesens im Hochmittelalter (spätes 12. Jahrhundert) wurden deshalb die ersten Turnierverbote erlassen. Die Kirche drohte den Teilnehmern sogar mit der Exkommunikation und der Verweigerung eines christlichen Begräbnisses. Allerdings beteiligten sich durchaus auch geistliche Würdenträger an Turnieren, wie etwa der Abt des Klosters Lesterps bei Limoges (um 1200).
Der simulierte Massenkampf scheint damals bereits so verbreitet gewesen zu sein, dass man den Buhurt zum friedlichen Reiterspiel weiterentwickelte, bei dem es mehr auf die Beherrschung reiterlicher Künste als auf kriegerische Tugenden ankam. So konnte man die Turnierverbote umgehen und die auch beim einfachen Volk sehr beliebten Kampfspiele weiterhin durchführen. Möglicherweise wurden hier ältere Traditionen, etwa aus der germanischen Vorzeit, wieder aufgenommen.
Im deutschen Kulturkreis war der Buhurt wohl sogar die ältere Turnierform, das französische Turnei wurde offenbar erst etwas später übernommen. Hier besteht wohl ein Zusammenhang mit frühmittelalterlichen, karolingischen Kavallerieübungen. In den Schriftquellen lassen sich Buhurte bereits um 1150 nachweisen. Das Turnei wurde dementsprechend oft als gallischer Kampf oder französische Weise bezeichnet.
Die frühen „Ritterturniere“ Mitteleuropas waren tatsächlich meist Buhurte, die häufig in Verbindung mit hochadeligen Hochzeiten und Schwertleiten stattfanden. Hierzu wurde ein weiträumiges „Spielfeld“ abgesteckt. Turniere mit scharfen Waffen wurden meist erst im Anschluss an die eigentliche Feier abgehalten.
Die zahlreichen Verbote des eigentlichen Turneis blieben jedoch weitgehend wirkungslos. Einige ritterbürtige Krieger erkannten die beiden ernsten Turnierformen sogar als lukrative Einnahmequelle und beteiligten sich deshalb in der Art moderner Profisportler an zahlreichen Turnieren.
Im Gegensatz zum Turnei wurden Buhurte meist ungepanzert und mit stumpfen Waffen oder hölzernen Stäben geritten. Allenfalls nutzte man den Schild, um seinen Gegner abzudrängen oder vom Pferd zu stoßen. Trotz des eher friedlichen Charakters des Spieles kam es auch hier zu einigen tödlichen Unfällen, die aber wesentlich seltener waren als beim Turnei oder Tjost. Im Mittelpunkt stand die Beherrschung des Pferdes, der Nachweis der guten Dressur und der eigenen reiterlichen Fähigkeiten. Neben der Funktion als ritterliche Übung trat immer mehr der Schaucharakter der verschiedenen Turnierformen in den Vordergrund.
Die zeitgenössischen Quellen deuten allerdings darauf hin, dass es auch während vieler Buhurte zu ernsthaften Auseinandersetzungen gekommen sein muss. Knochenbrüche und besonders Knieverletzungen werden häufig erwähnt. Jedoch sind sogar friedliche Buhurte während realer Kampfhandlungen dokumentiert. So trafen sich offenbar während längerer Kampfpausen oder Waffenstillstände die Edelleute beider Seiten zu Buhurten, um die erzwungene Untätigkeit zu überbrücken.

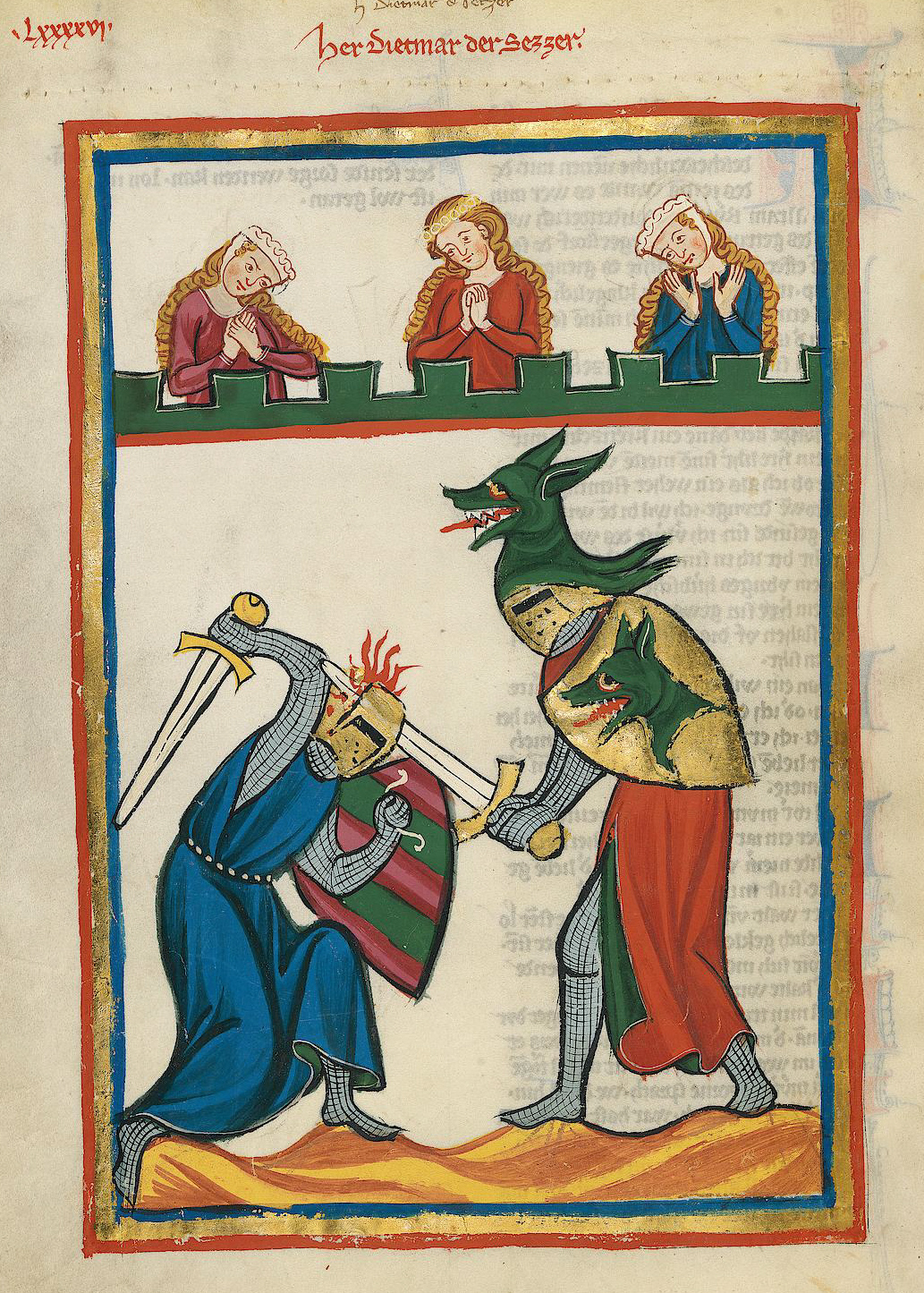
Herr Dietmar der Setzer erschlägt seinen Gegner im Turnier (Codex Manesse, 321v).

Zahlreiche negative Erfahrungen zwangen die Veranstalter oft, auch beim Turnei den Gebrauch scharfer Waffen zu untersagen. Während des Turniers zu Chalon-sur-Saône (1274) hatten sich etwa zahlreiche englische und französische Edelleute gegenseitig erschlagen. Im Codex Manesse wird in der Miniatur zu Dietmar dem Setzer ein tödlicher Tjost mit dem Schwert dargestellt. Im Hintergrund verfolgen drei erschrockene Damen das blutige Geschehen.
Ab etwa 1300 verlor der Ritterstand immer weiter an militärischer Bedeutung. Die Buhurte und Turniere dienten immer mehr als willkommene Gelegenheit der adeligen Selbstdarstellung. Die Teilnahmebedingungen wurden immer exklusiver. Der ritterbürtige Adel verteidigte so eines der letzten Terrains, das ihm noch verblieben war.
Erst im ausgehenden 15. Jahrhundert fasste man die drei Formen des ritterlichen Kampfspieles unter der Bezeichnung „Turnier“ zusammen. Ursprünglich meinte dieser Begriff die tatsächliche kriegerische Auseinandersetzung von Reiterkriegern, also den Ernstfall. 1149 berichtete Wilhelm von Saint-Thierry in seinem Bericht über das Leben des Bernhard von Clairvaux von „Turnieren“ zur Einübung ritterlicher Manöver und Fähigkeiten.
Der Begriff Buhurt wird von heutigen Historikern durchaus unterschiedlich interpretiert. Einige Forscher sehen in dieser Turnierform eine gemäßigte Vorstufe des Turneis. Hier habe man wie beim Tjost und dem Turnei Beute und Lösegelder erringen können. Andere Fachleute meinen, der Buhurt wäre tatsächlich nur ein relativ harmloses Schaureiten gewesen. Oft wurden Buhurte in der Art von Paraden zur Ehrung hochgestellter Persönlichkeiten abgehalten. Solche Reiterspiele dienten also auch zur Unterhaltung von Festgesellschaften. Alle Autoren sind sich jedoch einig, dass diese Turnierart die am wenigsten gefährliche war.
Sicherlich wurden Buhurte im Lauf des Mittelalters auf unterschiedliche Weise durchgeführt. Hier gab es wohl auch regionale Unterschiede. Dass der Buhurt oft als Schauveranstaltung und tatsächliche ritterliche Übung interpretiert wurde, belegt schon der Umstand, dass auch Tempelritter Buhurte reiten durften. Die beiden ernsteren Turnierformen waren ihnen nach der Ordensregel streng verboten.

## Buhurt und Turnei
Ein grundsätzlicher Unterschied zwischen dem Turnei und dem Buhurt war die formelle Einladungsfrist. Buhurte konnten spontan ausgerichtet werden, man musste hierzu eigentlich nur ein Spielfeld abstecken.
Das bzw. die Turnei musste drei bis sechs Wochen vorher angekündigt werden, um möglichst vielen ritterbürtigen Kämpfern die Teilnahme zu ermöglichen. Die Ritter und Knechte reisten oft über weite Entfernungen an und benötigten Zeit, ihre Ausrüstung zu komplettieren. Um die Turnierstätten entwickelten sich Märkte, auch die medizinische Versorgung und die Unterbringung der Teilnehmer mit ihren Pferden, Knappen und Knechten und auch der Zuschauer musste organisiert werden. Nicht zuletzt stellten auch die zahlreichen Prostituierten die Veranstalter vor große organisatorische Probleme. Gelegentlich sollen einige dieser Damen sogar als Siegespreis ausgesetzt worden sein (Magdeburg, 1280). Die Hand einer Königs- oder Fürstentochter konnte man in der Realität jedoch niemals erringen.
Auch der Nachweis der Ritterbürtigkeit nahm immer mehr Zeit in Anspruch. Ursprünglich durften auch nicht ritterbürtige Fußkämpfer an „Turnieren“ teilnehmen, später entstanden strenge Teilnahmeregeln mit der Bedingung des Ahnennachweises.
Eine Teilung der Teilnehmer in gleich starke Scharen war beim Buhurt nicht unbedingt notwendig. Er konnte ja auch ein Formationsritt ohne Kampfcharakter sein. Beim Turnei wurden die Krieger meist nach Nationen oder Lehnsverbänden aufgeteilt, manchmal auch ausgelost.
Insgesamt war das Turnei wesentlich stärker reglementiert als der Buhurt. Sicherlich gab es jedoch zahlreiche Zwischenformen, die jeweils neu ausgehandelt wurden. Die meisten kleineren, regionalen Kampfspiele des Mittelalters waren wohl eher Buhurte. Ein Landes- oder Lehnsherr konnte eigentlich kein Interesse daran haben, dass sich seine Ritterschaft in gefährlichen Turnieren gegenseitig dezimierte. Auf der anderen Seite beteiligten sich auch zahlreiche Hochadelige an diesen Schlachtsimulationen und Einzelkämpfen.
Der Ritterstand versuchte, zahlreiche Elemente der adligen Hochkultur in sein Leben zu integrieren. Aber auch der Hochadel übernahm viel von der Lebensweise seiner – oft aus der Unfreiheit aufgestiegenen – ritterbürtigen Vasallen. Das Turnierwesen veranschaulicht ein dichtes Geflecht gegenseitiger Abhängigkeiten, dessen Grundlage der Feudalismus war.
Wenn man den Buhurt als die ältere Turnierform ansieht, erklärt sich auch die unterschiedliche Definition des Begriffes in den Schriftquellen. Ursprünglich bezeichnete man offenbar alle Gruppenmanöver von Reiterverbänden als Buhurte, die reale Schlacht wie auch die Simulation und den Formationsritt. Erst nach der Übernahme des französischen, reglementierten Turneis scheint der Begriff Buhurt meist nur noch die relativ ungefährlichen Massenturnierformen zu definieren.
Ab dem 13. Jahrhundert begann man auch beim Turnei und dem Tjost, mehr auf die Sicherheit der Teilnehmer und Zuschauer zu achten. Die Schwerter wurden zunehmend nicht mehr scharf geschliffen oder durch Waffen aus Holz oder Fischbein ersetzt. Beim Lanzenkampf verringerte ein „Turnierkrönlein“ die Verletzungsgefahr erheblich. Das Turnier verlor immer mehr seinen Charakter als militärische Übung. Die Massenturnierformen wichen mehr und mehr dem Schaukampf zwischen einzelnen Kriegern, dem Tjost. Auch dieser attraktivste Turnierteil wurde entschärft. Man begnügte sich oft mit dem Bemühen, die eigene Lanze am Schild des Gegners zu brechen, anstatt ihn aus dem Sattel zu stoßen.

## Verfahren
Der Buhurt war wie das Turnei und der Tjost Bestandteil eines Turniers und als eine Art Schlachtsimulation auch Vorbereitung auf den Einsatz im Krieg. Ein Knappe konnte sich seine Sporen (notwendige Bewährungsproben zur Erlangung der Ritterwürde, deren äußeres Zeichen die Sporen waren) außer im Feld auch hier verdienen.

### Buhurt
Der tatsächliche Ablauf eines Buhurtes ist weitgehend spekulativ. Möglicherweise handelte es sich um eine Art Vorspiel zum eigentlichen Turnei, an dem auch ältere und ängstlichere Ritter und Knechte teilnehmen konnten. Wahrscheinlich wurden verschiedene, relativ harmlose Reiterspiele unter diesem Begriff zusammengefasst. Unter Fachleuten ist umstritten, ob beim Buhurt Sieger bestimmt wurden, geschlossene Verbände gegeneinander antraten und stumpfe Waffen eingesetzt wurden.
Vil ritterlîch wart der antphanc

vor mîner herberg was gedranc

von einem buhurt, der was grôz.

mit schilden vil manc grôzer stôz

wârt da gestôzen, daz ist wâr.

von Küenringen mîn her Hadmâr

enpfie mich mit eim buhurt dâ …

… dâ wart grôz hurten niht vermiten:

die jungen dâ nach brîse riten
Ulrich von Lichtenstein: Vrouwen dienest (Frauendienst), (1255).
Diese Schilderung eines Buhurtes deutet darauf hin, dass bei diesem ritterlichen Kampfspiel Preise und Beute errungen werden konnten und hier durchaus sehr ruppig gekämpft wurde.
Im mittelhochdeutschen „Prosa-Lancelot“ (Heidelberger Handschrift) wird auch der kriegerische Lanzenkampf zwischen zwei verfeindeten Heeresgruppen als Buhurt angesprochen. Diese Definition findet sich ähnlich in weiteren Quellen. Der Begriff bezeichnete also offensichtlich durchaus unterschiedliche Aktivitäten größerer Reiterverbände, den Ernstfall ebenso wie die Militärparade zu Pferd. Im Turnierzusammenhang galt der Buhurt jedoch als die ungefährlichste Form des ritterlichen Kampfspieles.

### Turnei
Die Kampfgruppen unterschieden sich oft durch verschiedenfarbige Stoffbänder und wurden per Losverfahren aus den beteiligten Rittern zusammengestellt. Teilweise rekrutierten sie sich aus sogenannten Turniergemeinschaften. Waren so die Gruppen gebildet, wurden die Zahl der Kämpfe und der Siegespreis festgelegt. Oft wurden vom besiegten Ritter Pferde, Rüstung und Waffen an den Gewinner übergeben, aber auch Lösegeldzahlungen konnten ausgehandelt werden. So manche Niederlage konnte ärmeren Rittern die wirtschaftliche Existenz kosten. Nur besonders wohlhabende Gewinner konnten es sich leisten, dem Verlierer sein Hab und Gut zu lassen und auf ein Lösegeld zu verzichten. Unter der Führung je eines Hauptmannes ritten beide Gruppen aufeinander zu, bildeten Gruppen- und Zweikämpfe und versuchten, durch geschickten Umgang mit dem Pferd (schnelles Wenden, Drehen etc.) und Einsatz der Waffe oder der Hände den Gegner vom Pferd zu stoßen. Dabei wurde durch lautes Rufen und Lärm beim Aufeinanderprallen eine Kampfatmosphäre erzeugt.
Oft verliefen die Turniere so blutig und chaotisch, dass Herrscher wie Eduard I. Verhaltensgebote aufstellen mussten. Dort heißt es: „Kein Ritter oder Knappe, der auf dem Turnier dient, soll ein spitzes Schwert tragen oder einen spitzen Dolch oder Stab oder Kolben – nur ein Breitschwert zum Turniergebrauch“. Zu Hochzeiten im 12. Jahrhundert konnte ein Ritter alle 2 Wochen an einem Turnier teilnehmen. Professionelle Ritter wie William Marshall, der am Ende seiner Karriere über 500 Ritter gefangen genommen haben soll, konnten zu reichen und angesehenen Männern werden.
Häufig kam es zu Verletzungen durch Stürze vom Pferd, einen Hitzschlag oder Hiebe und Stiche von Waffen. Erst im 13. Jahrhundert wurden die Lanzen mit Kronen bestückt und die Schwerter abgestumpft. Der beim Buhurt und Turnei oft verwendete Kampfruf hurta („drauf“) ist die etymologische Wurzel des Adjektives „hurtig“.

## Buhurt als Sport
Buhurt oder Mêlée wird heute als Sport ausgeübt. In der International Jousting League sind ca. 300 Mitglieder aus 21 Staaten organisiert. In Deutschland ist die International Jousting League mit der Deutschen Tjostvereinigung vertreten.